# خزعلية (حسيني)
خزعلية (بالفارسية: خزعلیه) هي منطقة سكنية تقع في إيران في قسم حسيني الريفي. يقدر عدد سكانها بـ 69 نسمة .